# Digitaria chacoensis
Digitaria chacoensis là một loài thực vật có hoa trong họ Hòa thảo. Loài này được (Parodi) Henrard mô tả khoa học đầu tiên năm 1950.